# 프랭크 버틀러
프랭크 버틀러(Frank Butler, 1890년 12월 28일 ~ 1967년 6월 10일)는 미국의 배우, 각본가, 연극 배우, 영화배우이다.
옥스퍼드에서 태어났으며 롱아일랜드에서 사망하였다.

## 영화
- 기적 (1959년)
- 발리로 가는 길 (1952년)
- 위스퍼링 스미스 (1948년)
- 골든 이어링 (1947년)
- 웰컴 스트레인저 (1947년)
- 버라이어티 걸 (1947년)
- 폴라인의 모험 (1947년)
- 베니를 위한 훈장 (1945년)
- 나의 길을 가련다 (1944년)
- 마이 페이버릿 브론드 (1942년)
- 웨이크 아일랜드 (1942년)
- 모로코 가는 길 (1942년)
- 잔지바르 가는 길 (1941년)
- 싱가폴 가는 길 (1940년)
- 더 스타 메이커 (1939년)
- 파리 허니문 (1939년)
- 네버 세이 다이 (1939년)
- 기브 미 어 세일러 (1938년)
- 와이키키 웨딩 (1937년)
- 장난감 나라 (1934년)
- 뉴 문 (1930년)
- 몬타나 문 (1930년)
- 언테임드 (1929년)